# Dulce María Loynaz
Dulce María Loynaz (L'Avana, 10 dicembre 1902 – L'Avana, 27 aprile 1997) è stata una scrittrice, poetessa e avvocata cubana.

## Biografia
Era la figlia del generale Enrique Loynaz del Castillo. Tutti i figli del generale si dedicarono alla poesia, ma solo Dulce María era interessata alla pubblicazione. Crebbe in un'atmosfera di clausura e lusso, ricevendo un'istruzione privata insieme ai fratelli nella loro casa a San Rafael y Amistad, fino a quando non iniziò gli studi in Diritto civile presso l'Università de L'Avana con il fratello Enrique.
Sposò in prime nozze Enrique de Quesada y Loynaz.

### Carriera
Le sue prime opere sono apparsi sul quotidiano La Nación all'età di 17 anni: Invierno de almas y Vesperal; pubblicò altri testi tra il 1920 e il 1938. Nel 1929 Dulce María, con la madre e la sorella, fece un viaggio per il Medio Oriente, dove visitarono la Turchia, la Siria, la Libia, la Palestina e l'Egitto; lì rimase colpita dopo aver visitato il museo di Luxor e la tomba di Tutankhamon, scrivendo una lettera lirica e profondamente romantica al defunto re.
Nel 1947 pubblicò Juegos de agua, libro di poesie, e dal 1950 un editore spagnolo fu interessato al lavoro della pubblicazione di alcune delle sue opere. Seguirono: Carta de amor al rey Tut-Ank-Amen (1953), Poemas sin nombre (1958) e Un verano en Tenerife (libro di viaggi). Nel 1950 ha pubblicato anche cronache settimanali in El País y Excélsior. Collaborò anche con Social, Grafos, Diario de la Marina, El Mundo, Revista Cubana, Revista Bimestre Cubana y Orígenes, spesso in collaborazione con il secondo marito Pablo Álvarez de Cañas, ex figura di spicco nei circoli sociali de L'Avana.

### Jardín
Jardín è stato scritto tra il 1928 e il 1935 e pubblicato in Spagna nel 1951. Nel romanzo sono presenti strumenti letterari caratteristici del Realismo magico, un elemento essenziale per l'analisi del lavoro se si tiene conto che è stato scritto tra il secondo e il terzo decennio del XX secolo, diventando un precursore degli attuali romanzi latinoamericani.

### Mutismo
In seguito al trionfo della Rivoluzione cubana, si auto-isolò dalla vita sociale per un lungo periodo di tempo nella casa di El Vedado. Ha ricevuto numerose offerte di espatrio da Spagna e Stati Uniti, ma non ha mai abbandonato il suo paese, forse per essere la figlia di un generale dell'esercito liberatore. Le sue ultime pubblicazioni sono state Poemas escogidos (1985), Bestiarium e La novia de Lázaro (1991).

### Morte
Dulce María Loynaz morì il 27 aprile 1997, a causa di un arresto cardiaco. Fu sepolta nel pantheon di famiglia. Parteciparono importanti rappresentanti culturali e politici di Cuba, nonché della Chiesa cattolica, ma soprattutto la gente del popolo cubano che, per dirle addio, recitò una parte del lavoro con il quale aveva ottenuto il Premio Cervantes.

## Citazioni e omaggi
- Nel 2001, un giovane ricercatore cubano attualmente residente in Messico, Roberto Carlos Hernández Ferro, pubblicò a L'Avana Extramuros, una selezione di poesie poco conosciute di Dulce María, considerati i suoi primi testi.

## Opere

### Poesie
- (ES) Versos, 1950.
- (ES) Juegos de agua, 1951.
- (ES) Poemas sin nombre, 1953.
- (ES) Últimos días de una casa, 1958.
- (ES) Poemas escogidos, 1985.
- (ES) Poemas náufragos, 1991.
- (ES) Bestiarium, 1991.
- (ES) Finas redes, 1993.
- (ES) La novia de Lázaro, 1993.
- (ES) Poesía completa, 1993.
- (ES) Melancolía de otoño, 1997.
- (ES) La voz del silencio, 2000.
- (ES) El áspero sendero, 2001.

### Libri
- (ES) Jardín, 1951.
- (ES) Un verano en Tenerife, 1958.
- (ES) Yo fui (feliz) en Cuba, 1993.
- (ES) Canto a la mujer. Tomo I y II, 1993.
- (ES) Confesiones de Dulce María Loynaz, 1993.
- (ES) Fe de vida, 1994.
- (ES) Cartas a Julio Orlando, 1994.
- (ES) Un encuentro con Dulce María Loynaz, 1994.
- (ES) Alas en la sombra, 1995.
- (ES) Cartas que no se extraviaron, 1997.
- (ES) El que no ponga el alma de raíz se seca, Pinar del Río, Ediciones Vitral, 1997.
- (ES) Carta de Egipto, Pinar del Río, Editorial Hermanos Loynaz, 2000, ISBN 959-219-063-1.
- (ES) La palabra en el aire, 2000.